# حفث طويل
حَفِث طويل أو حَفِث حُنطِي أو أُلَاف المُرُوج (الاسم العلمي: Zamenis longissimus، سابقًا Elaphe longissima) نوع من الثعبان  غير السام الأصيل في أوروبا، وهو نوع في فُصيلة حنشاوات من فَصيلة أحناش. ينمو حتى 2 متر (6.6 قدم) من حيث الطول ، فهو من بين أكبر الثعابين الأوروبية ، وهو مماثل في الحجم لأفعى رباعية الخطوط وثعبان خضاري. كان للحَفِث الطويل أهمية ثقافية وتاريخية لدوره في الأساطير اليونانية والرومانية والإليرية القديمة والرمزيات المشتقة منها.

## الوصف

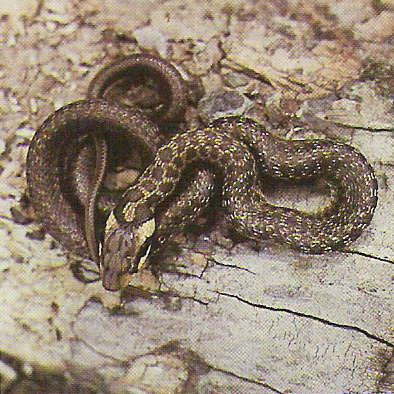
أفعى يافعة

حية بيوض جسمها معتدل الثخانة يطول من 150 إلى 160 سم. ثوبها إلى الصهبة الحنطية العنابية المواج يعلوها ترقين متواتر أسمر يمتد من العنق إلى طرف الذنب. رأسها مستغلظ، شدقها معتدل الانفراج. عدد أسنانها 50 سم. عيناها صغيرتان عنقها معتدل الطول. تبلغ كامل حجمها بعمر 16 سنة وتعيش نحو 125 سنة.

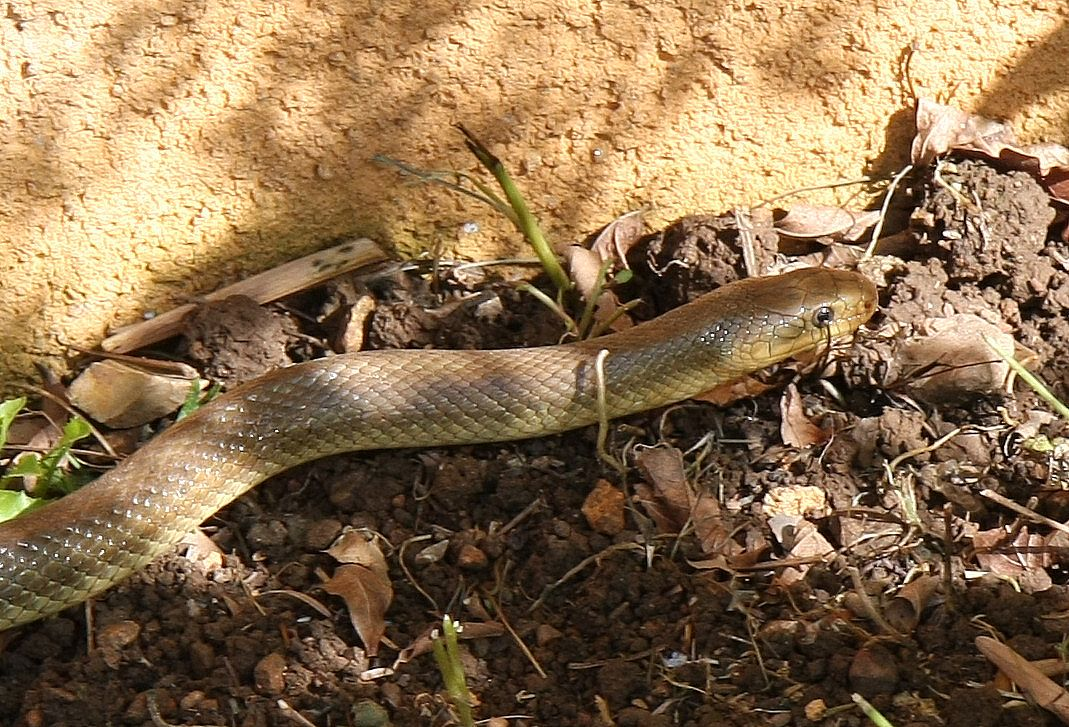
بالغ فاتح اللون

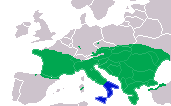
النطاقات الأوروبية التقريبية لكل من الحفث الطويل (أخضر) والحفث الطويل الإيطالي (أزرق).

## الموئل

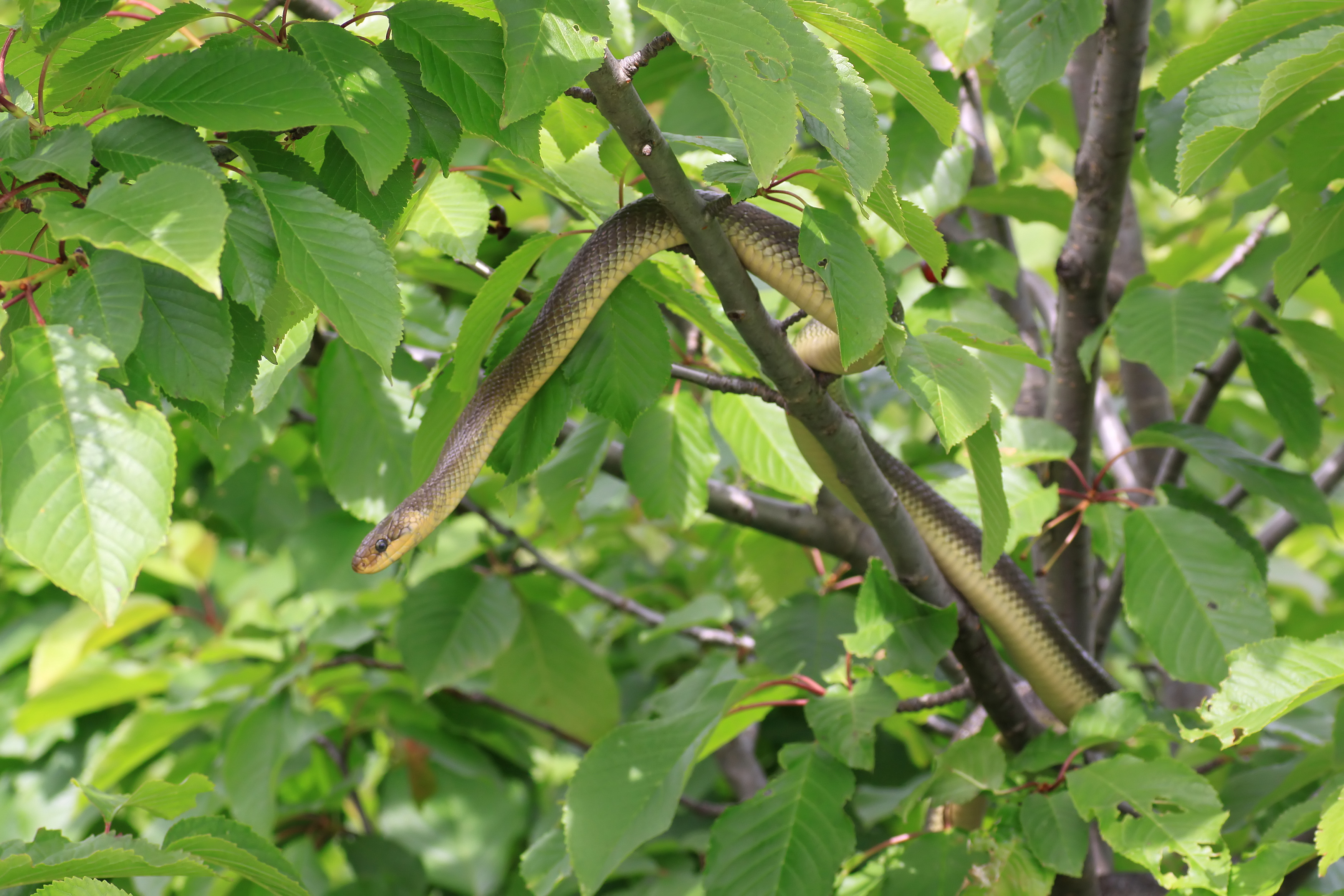
في شجرة الكرز في النمسا السفلى.

تألف المروج والحدائق وتدخل البيوت الأرضية الأرضية بطمأنينة تسرح في النهار والليل. بياتها الشتوي يستر نحو خمسة أشهر.

## النظام الغذائي والحيوانات المفترسة
قوتها الحشرات والعظاء والدثام والفئران والجرذان والضفادع والعصافير:
تشمل الحيوانات المفترسة حيوانات الغرير وغيرها من الخنازير ابن عرس والخنازير البرية (وذلك عن طريق حفر وتدمير الفتحات وحديثي الولادة) والقنافذ والعديد من الطيور الجارحة (مع وجود تقارير أن البالغين من هذه الأفاعي يقفون بنجاح في أرضهم ضد المهاجمين من الهواء). يمكن أن تؤكل أفاعيها اليافعة من الحفَّاث الأملس وغيرها من الثعابين الزواحف. والحيوانات الأليفة مثل القطط والكلاب والدجاج تهدد صغارها، وحتى الفئران قد تكون خطرة على الأفاعي البالغة أثناء السبات. وتُفْتَرَس أيضاً من قبل حيوانات الراكون الأمريكية الشمالية وكلاب الراكون من شرق آسيا.

## السلوك
أخلاقها هنية رضية. تعد من الحيات النافعة.

## التكاثر
الانثى تسافد بعمر خمس سنوات وتبيض من 20 إلى 30 بيضة مجموعة في سبحتين تخفيهما في نفق تخدلخ في الجثالة.

## التاريخ

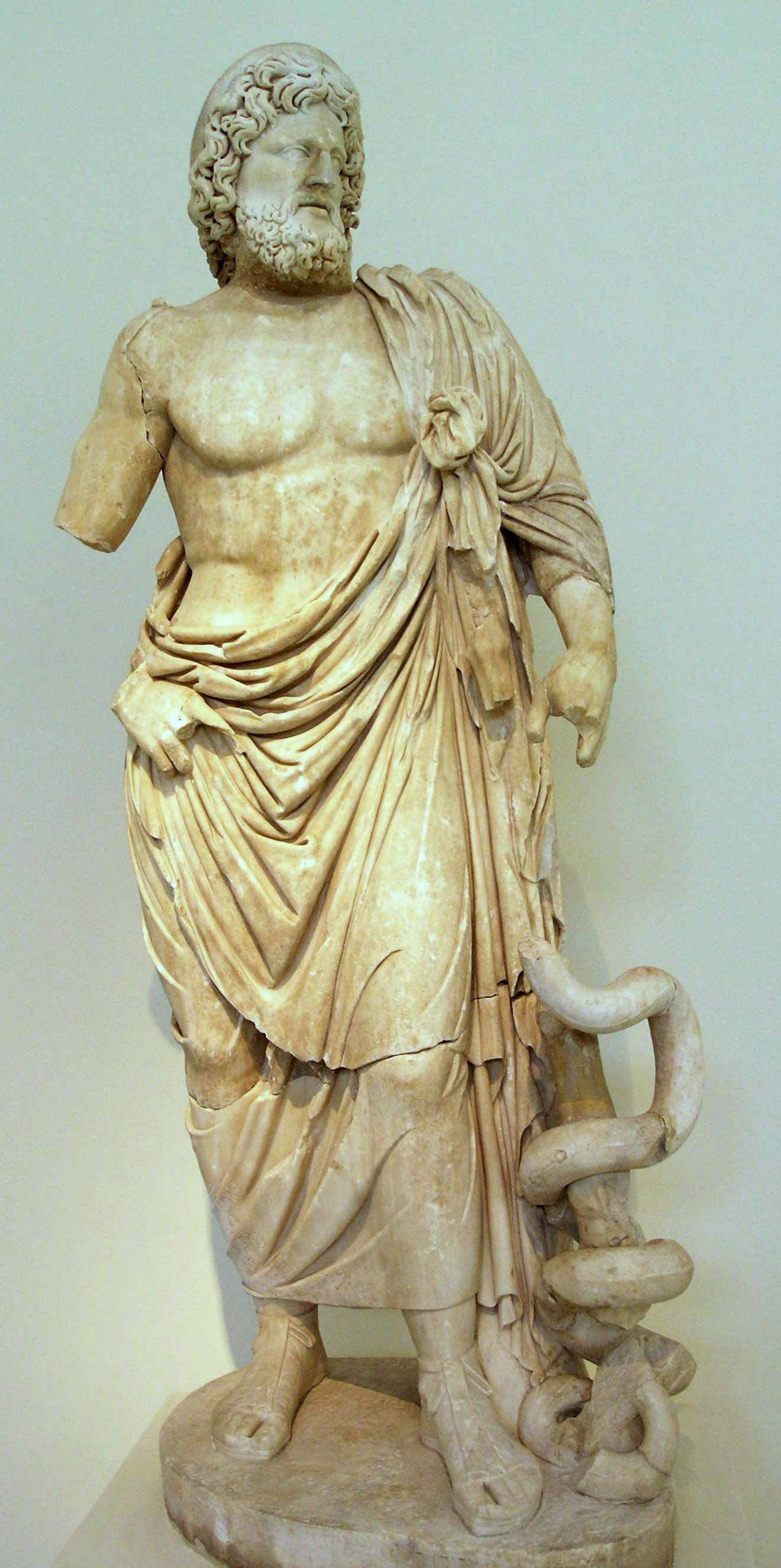
العصا وثعبان

يشير الاسم الأجنبي لهذا النوع Aesculape إلى إله الشفاء اليوناني وبعده الروماني أسقليبيوس الذي وجدت هذه الأفعى حول معابده. يُعتقد أن الإله الصورة النموذجية يمسك صولجاناً التفَّت حوله هذه الأفعى. ثم طورت الرموز الحديثة للمهن الطبية اعتماداً على تلك الصورة مع عدد من الاختلافات. تحمل هذه الأفعى اليوم جنبًا إلى جنب مع الثعابين ذات الأربعة صفوف في موكب ديني سنوي في كُكُلُو في وسط إيطاليا، وهي من أصل منفصل وأدرجت في التقويم الكاثوليكي.

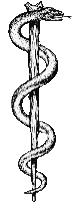
عصا أسقليبيوس رمز للطب البشري.
شكل V رمز للطب البيطري.
ثعبان إيسكولابيان مع وعاء هيجيا رمز لعلم العقاقير .

## معرِض الصور

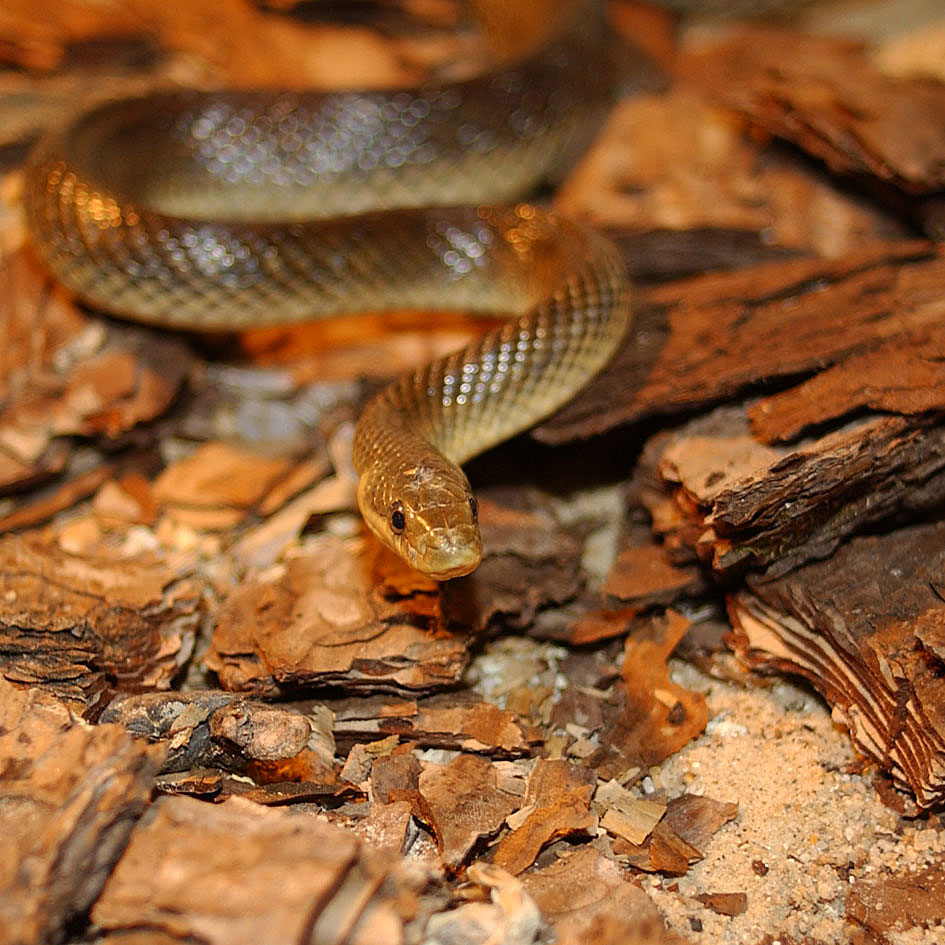
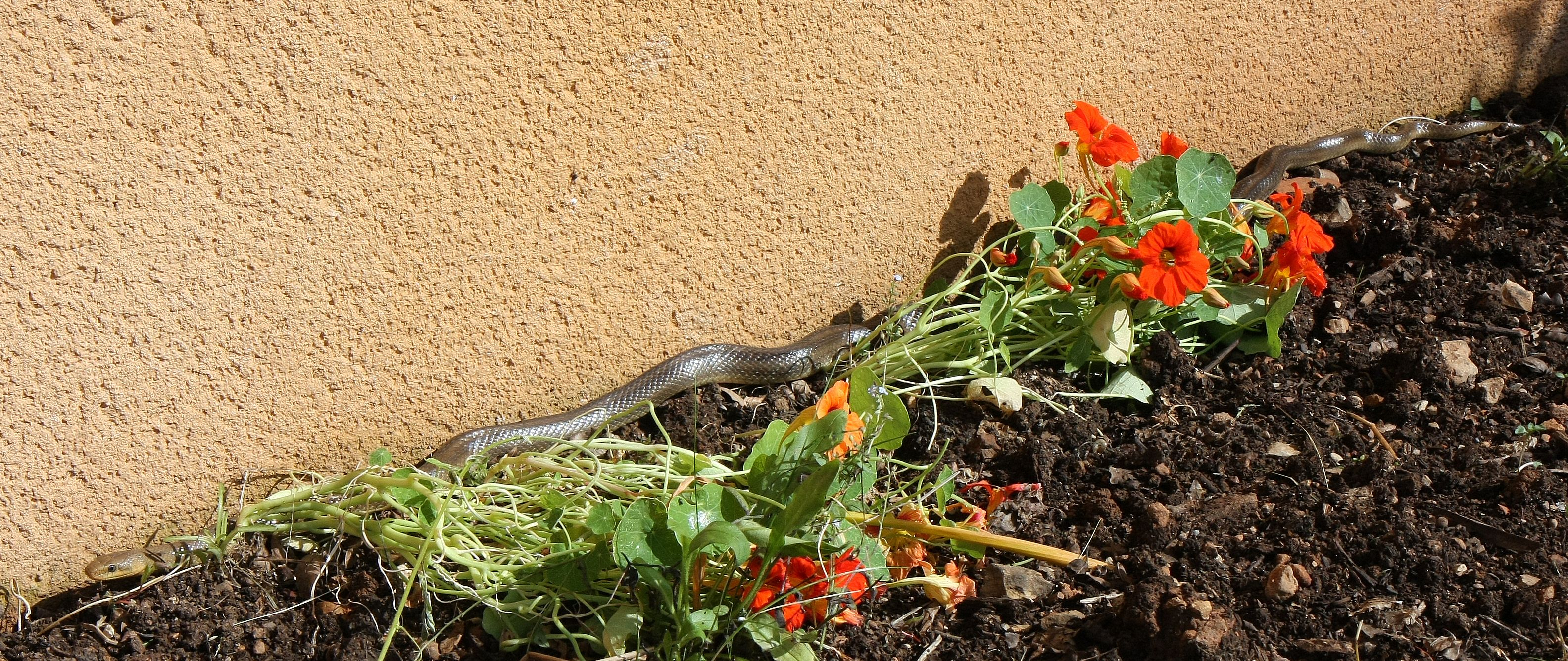

## اقرأ أيضاً
- عصا اسقلبيوس